# ترامواي إيل دو فرانس

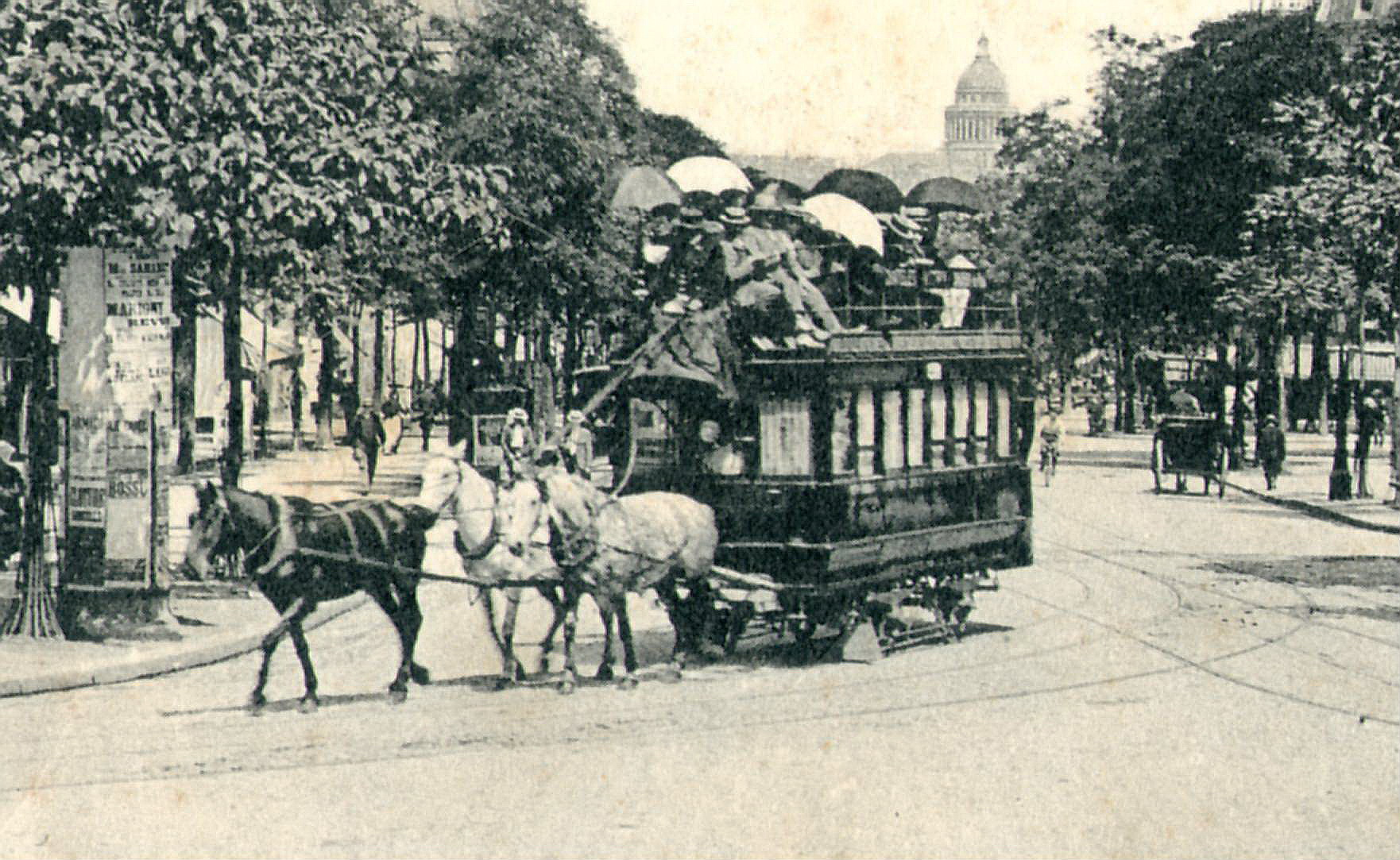
ترامواي يجر بالخيل في باريس.

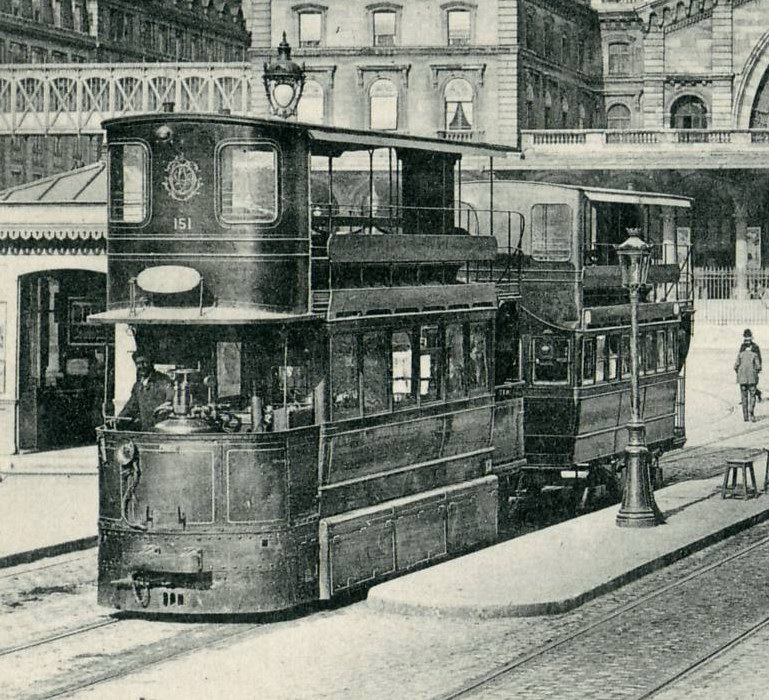
ترامواي كهربائي في باريس سنة 1900.

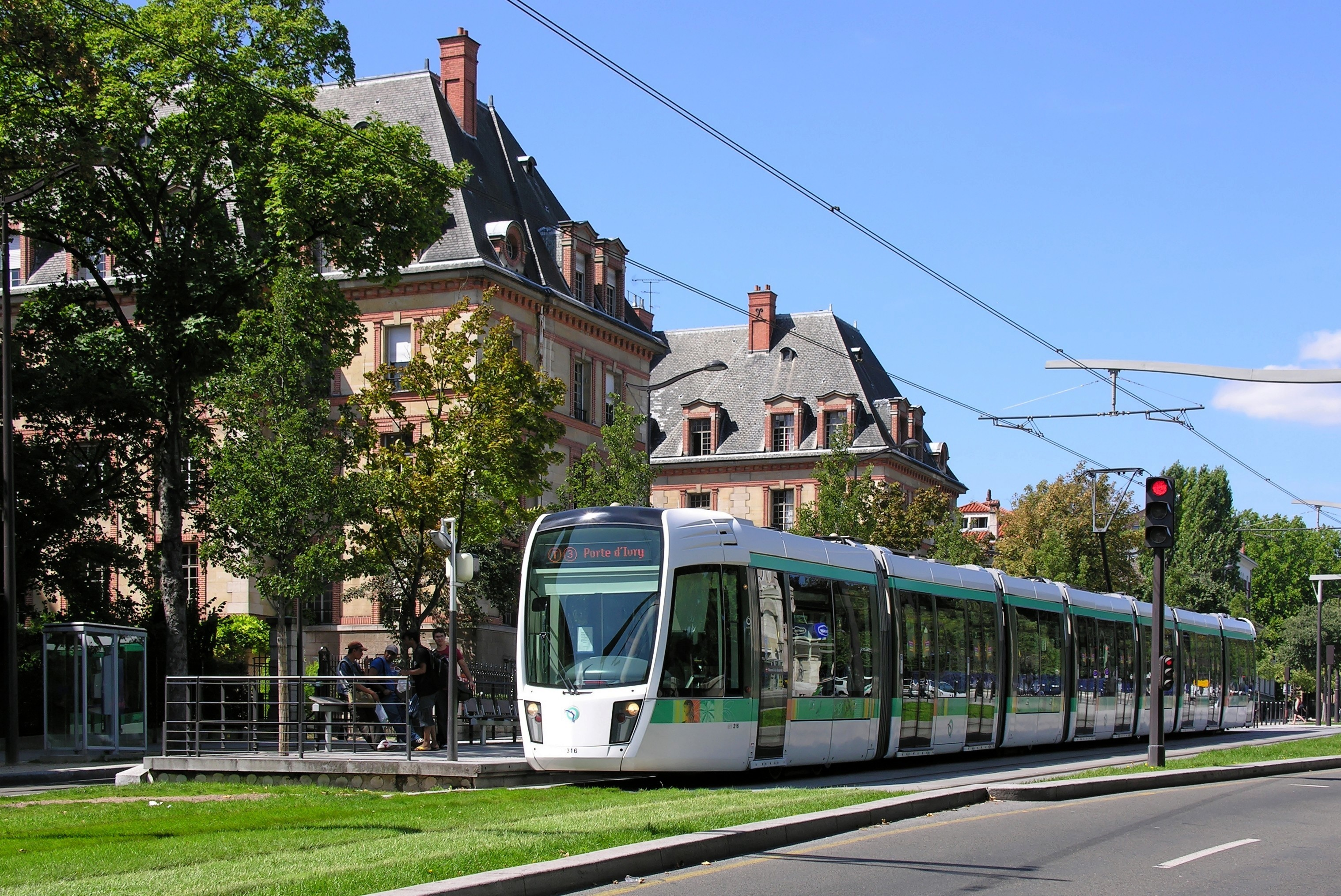
ترامواي في المدينة الجامعية في باريس في 2010.

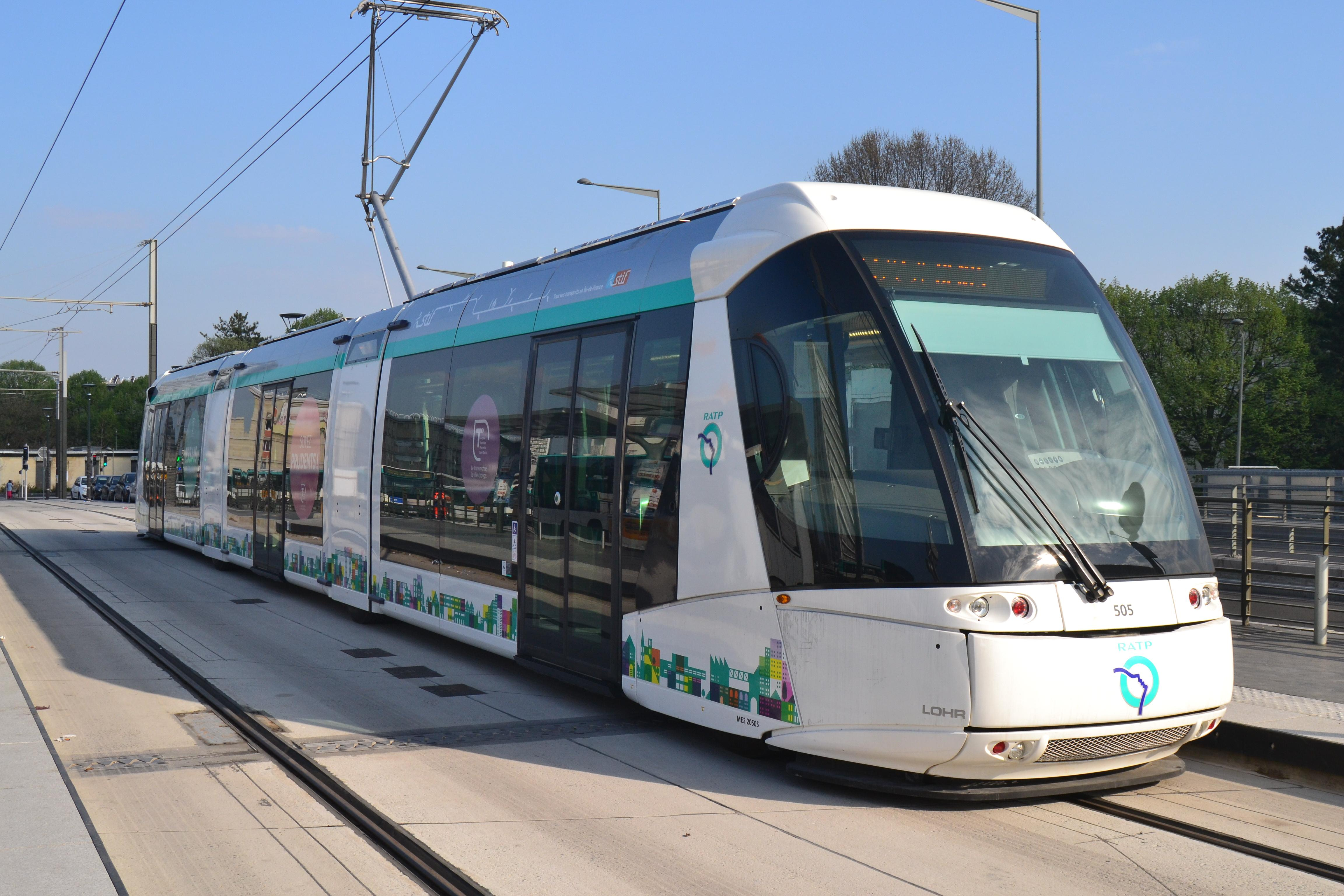
ترامواي في باريس في 2013.

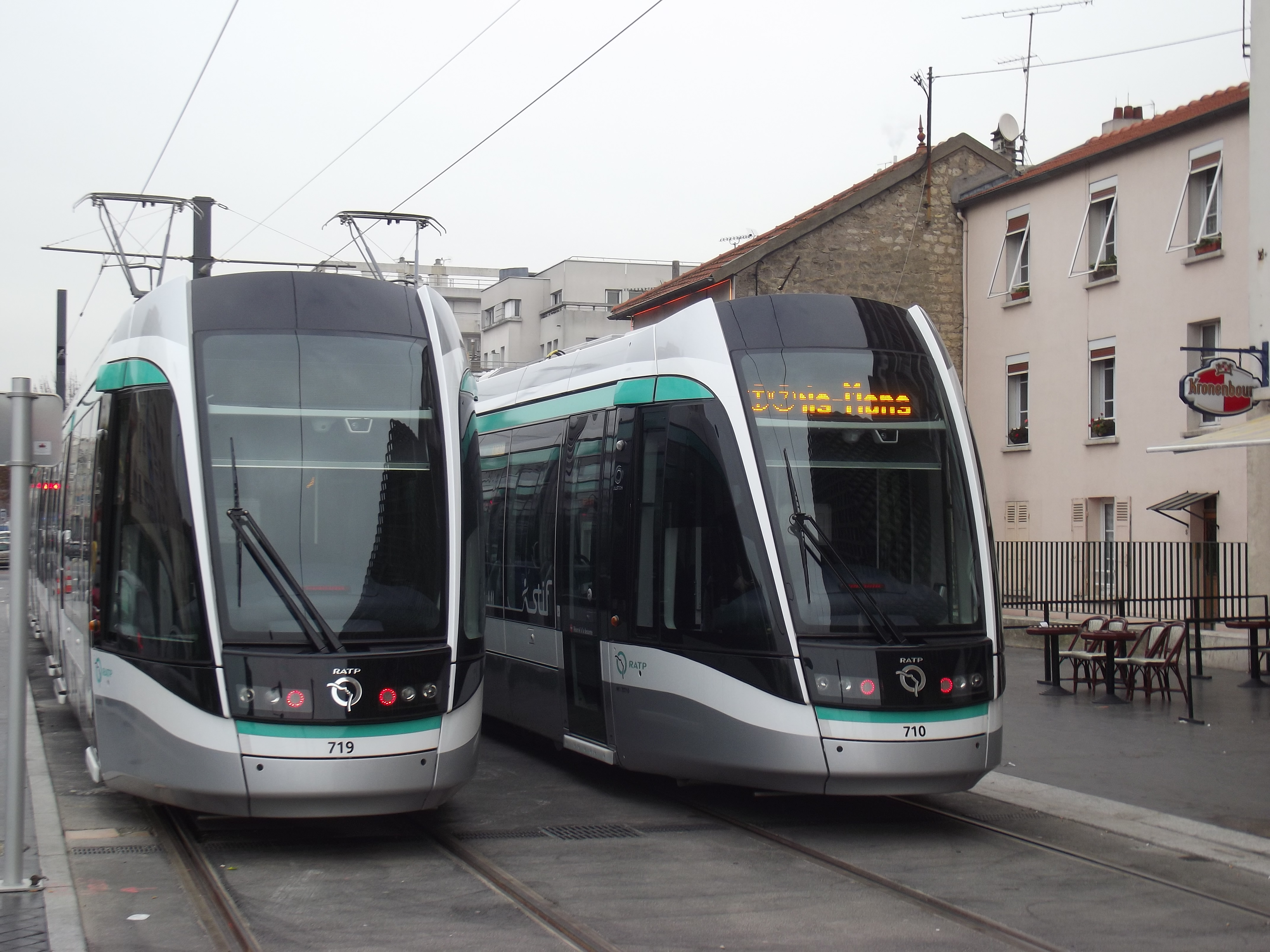
الترامواي يقف في نقطة النهاية في الخط 7 في باريس في 2013.

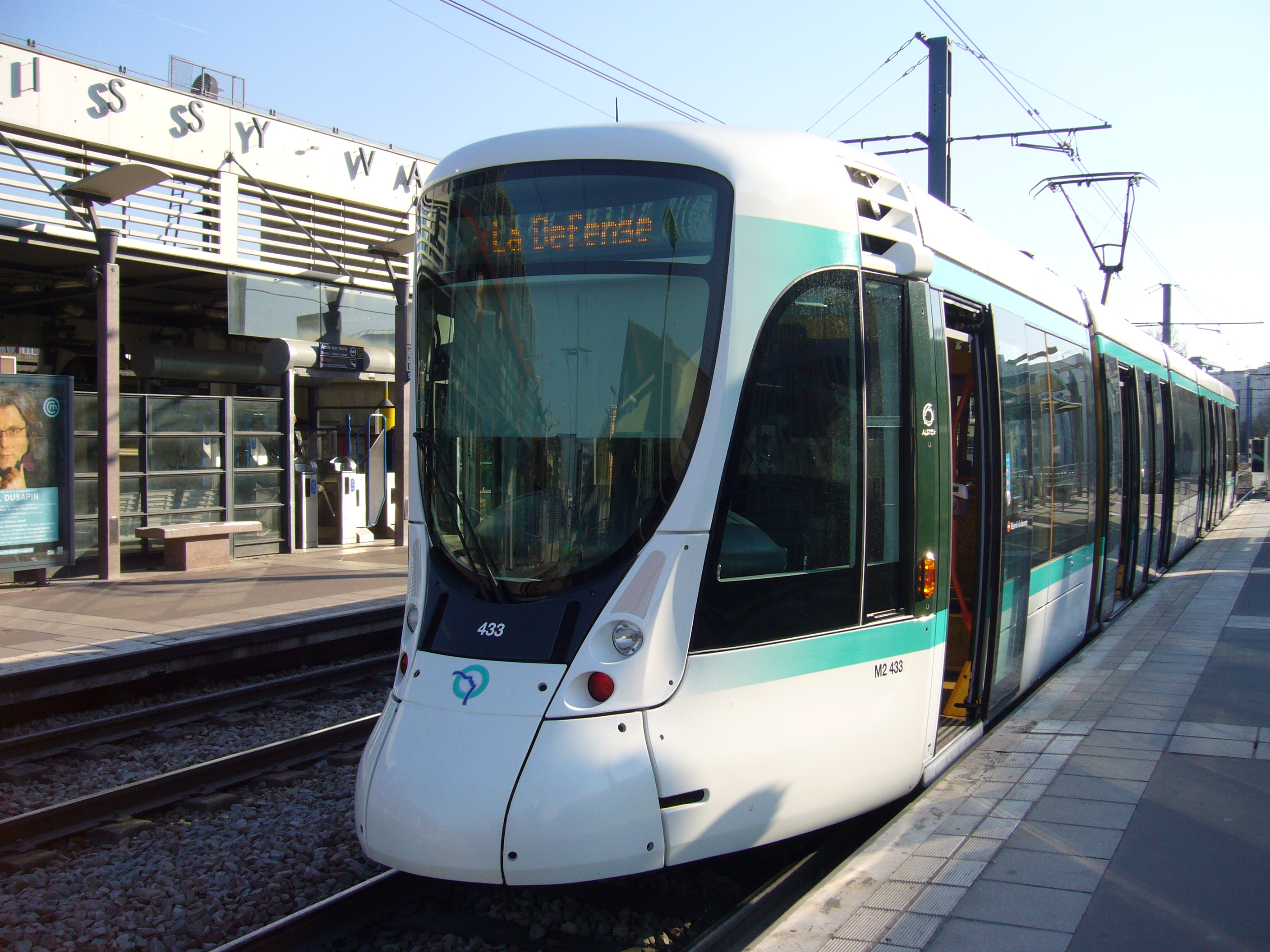
ترامواي في الخط 2.

ترامواي إيل دو فرانس (بالفرنسية: Tramway d'Île-de-France) هو شبكة من 7 خطوط ترامواي فرنسية تخدم منطقة إيل دو فرانس. إلى جانب المترو، الشبكة الجهوية السريعة وشبكة الحافلات، يخدم العاصمة باريس عدة خطوط ترامواي قديما بين 1855 و1938 وقريبا من باريس حتى 1957، وانقطع استعمال الترامواي حتى بداية استغلاله ثانية في 1992. تتكون شبكة الترامواي من 7 خطوط حاليا، ويتم العمل على إنشاء 4 خطوط أخرى.

## مقالات ذات صلة
- النقل العام في إيل دو فرانس
- ترام
- قائمة محطات ترامواي إيل دو فرانس

## روابط خارجية
- موقع الهيئة الذاتية للنقل في باريس